# Саули, Алессандро
Алессандро Саули (итал. Alessandro Sauli), или святой Александр Саули (лат. Alexander Sauli; 15 февраля 1534, Милан — 11 октября 1592, Калоссо, Пьемонт) — 30-й епископ Алерии, 76-й епископ Павии, верховный генерал ордена регулярных клириков святого Павла (В.), профессор теологии и философии, святой Римско-католической церкви.
За введение реформ Тридентского собора в епархии Алерии на Корсике был прозван апостолом этого острова. За милостивое отношение к неимущим и широкую благотворительную деятельность его называли ангелом-хранителем и отцом бедных.

## Биография
Алессандро Саули родился в Милане 15 февраля 1534 года в благородной семье. Он был сыном генуэзского нобиля Доменико Саули и Томазины, урождённой Спинола. Получил блестящее домашнее образование: его учителями были гуманисты Джулио Камилло дель Минио и Джамбаттиста Вазано. Ещё ребёнком в качестве пажа служил при дворе Карла V, императора Священной Римской империи .
В 1554 году принял решение стать членом ордена регулярных клириков святого Павла, или барнабитом, чей главный дом находился при церкви святого Варнавы в Милане. Перед тем, как принять Алессандро Саули в свои ряды, барнабиты подвергли его испытанию. Вероятно, это было сделано ими по просьбе его отца. Из послушания он, выходец из благородной семьи, должен был пронести на плечах тяжёлый крест, следуя в церковь. Алессандро Саули справился с поручением.
Став послушником, он изучал философию и теологию в Павии. 24 марта 1556 года был рукоположен в сан священника. Затем, в звании профессора, преподавал теологию и философию в Павии. После в Милане, где он нёс пастырское служение, получил известность как талантливый проповедник. Он был духовником кардиналов Карло Борромео и Никколо Сфондрати, будущего Папы Григория XIV.
Алессандро Саули был одним из ближайших соратников Карло Борромео в работе по реформированию архиепархии Милана. В 1567 году он был избран верховным генералом барнабитов. 10 февраля 1570 года, по предложению Карло Борромео, Папа Пий V назначил его епископом епархии Алерии на Корсике. Епископскую хиротонию возглавил всё тот же Карло Борромео.
Алессандро Саули реформировал свой диоцез согласно постановлениям Тридентского собора, прежде всего это касалось дисциплины духовенства и продвижения народных миссий по подготовке катехизации мирян. Заслужил уважение корсиканцев за помощь, которую оказывал бедным людям во время голода и жертвам нападений пиратов. Более двадцати лет провёл он на Корсике.
20 октября 1591 года Папа Григорий XIV перевёл его на кафедру Павии. Алессандро Саули умер 11 октября 1592 года, во время пастырского визита в Калоссо д’Асти и был погребён в соборе в Павии.

## Почитание
Алессандро Саули был беатифицирован 23 апреля 1741 года Папой Бенедиктом XIV и канонизирован Папой Пием X 11 декабря 1904 года. Литургическая память ему совершается 11 октября.
Частицы его мощей хранятся в санктуарии Санта-Мария-де-Финибус-Терре в Санта Мария-ди-Леука.